# David Lundbohm
David Lundbohm (* 17. Dezember 1979 in Roseau, Minnesota) ist ein ehemaliger US-amerikanischer Eishockeyspieler (Center). Zuletzt spielte er für die Växjö Lakers und den VIK Västerås HK in der zweithöchsten schwedischen Eishockeyliga, der HockeyAllsvenskan.

## Karriere
David Lundbohm begann seine Eishockey-Karriere mit 19 Jahren bei den Fargo-Moorhead Ice Sharks in der United States Hockey League. Seine Punkteausbeute konnte er in den zwei Jahren zwar verbessern, nicht jedoch seine Strafzeitenbilanz. Diese verbesserte sich allerdings, als er zwischen 2000 und 2004 vier Jahre an der University of North Dakota studierte und währenddessen in deren Eishockeymannschaft in der National Collegiate Athletic Association spielte.
Nach seinem Studium begann Lundbohm seine erste professionelle Saison bei den Florida Everblades in der ECHL. Durch gute Leistungen errang er den siebten Platz der internen Mannschaftswertung und bekam dadurch einen Vertrag bei den Providence Bruins, Farmteam des NHL-Teams Boston Bruins, in der AHL. In Providence wurde er während der Saison Center der ersten Reihe und belegte am Ende der Saison Platz sechs innerhalb der Mannschaft.
Vor der Saison 2006/07 luden die Kölner Haie Lundbohm zu einem Training ein und boten ihm einen Probevertrag an. Allerdings erhielt er keinen Vertrag, da er sich zwar als DEL-tauglich erwies (Lundbohm erzielte in der Vorbereitung die meisten Tore aller Kölner), jedoch nicht der erhoffte Führungsspieler war. Kurz vor Saisonbeginn nahmen ihn schließlich die Aufsteiger Straubing Tigers unter Vertrag. Dort begann er die Saison neben Per Eklund und Cam Severson in der ersten Reihe, musste allerdings nach der Verpflichtung von Nathan Barrett in eine der hinteren Reihen ausweichen. Nach dem Karriereende Eklunds und der Vertragsauflösung mit Barrett rückte er zusammen mit dem neu verpflichteten Éric Chouinard wieder in die erste Reihe.
Nachdem er in Straubing keinen neuen Vertrag erhalten hatte, wechselte er zum Beginn der Saison 2007/08 zum SC Langenthal in die Nationalliga B. Trotz drei Toren und fünf Assists in sechs Spielen wurde er vom Amerikaner Derek Plante verdrängt und galt als überzähliger Ausländer, woraufhin er sich von den Schweizern trennte. Für den Rest der Spielzeit ging er zum finnischen Club TPS Turku in die SM-liiga.
Zwischen 2008 und 2011 lief Lundbohm bei den Växjö Lakers in der zweithöchsten schwedischen Eishockeyliga, der HockeyAllsvenskan, auf. 2011 schaffte er mit den Lakers den Aufstieg in die Elitserien, erhielt aber für diese keinen neuen Vertrag. Daher wechselte er innerhalb der zweiten Liga zum VIK Västerås HK, bei dem er 2013 seine Karriere beendete.

## Karrierestatistik
(Legende zur Spielerstatistik: Sp oder GP = absolvierte Spiele; T oder G = erzielte Tore; V oder A = erzielte Assists; Pkt oder Pts = erzielte Scorerpunkte; SM oder PIM = erhaltene Strafminuten; +/− = Plus/Minus-Bilanz; PP = erzielte Überzahltore; SH = erzielte Unterzahltore; GW = erzielte Siegtore; 1 Play-downs/Relegation; Kursiv: Statistik nicht vollständig)